# Tetsuya Kijima
Tetsuya Kijima (木島 徹也 Kijima Tetsuya?, nacido el 20 de agosto de 1983 en Chiba, Chiba) es un futbolista japonés que se desempeña como delantero.

## Trayectoria

### Clubes
| Club                 | País  | Año         |
| -------------------- | ----- | ----------- |
| Sagawa Express Tokyo | Japón | 2002        |
| Okinawa Kariyushi FC | Japón | 2003        |
| TDK                  | Japón | 2005        |
| Okinawa Kariyushi FC | Japón | 2006        |
| FC Gifu              | Japón | 2006 - 2007 |
| MIO Biwako Kusatsu   | Japón | 2008        |
| Okinawa Kariyushi FC | Japón | 2009        |
| Matsumoto Yamaga FC  | Japón | 2010 - 2012 |
| FC Machida Zelvia    | Japón | 2013 - 2014 |
| Kamatamare Sanuki    | Japón | 2015 -      |

## Estadística de carrera

### J. League
| Club                | Año   | J. League | J. League | Copa J. League | Copa J. League | Total | Total |
| Club                | Año   | Part.     | Goles     | Part.          | Goles          | Part. | Goles |
| ------------------- | ----- | --------- | --------- | -------------- | -------------- | ----- | ----- |
| Matsumoto Yamaga FC | 2012  | 23        | 2         | -              | -              | 23    | 2     |
| FC Machida Zelvia   | 2014  | 30        | 5         | -              | -              | 30    | 5     |
| Kamatamare Sanuki   | 2015  | 12        | 0         | -              | -              | 12    | 0     |
| Kamatamare Sanuki   | 2016  | 35        | 10        | -              | -              | 35    | 10    |
| Kamatamare Sanuki   | 2017  | 33        | 6         | -              | -              | 33    | 6     |
| Total               | Total | 133       | 23        | 0              | 0              | 133   | 23    |